# ニール・エル・アイナウイ
ニール・ヨニ・エル・アイナウイ（アラビア語: نائل يونس العيناوي, Neil Yoni El Aynaoui, 2001年7月2日 - ）は、フランス・ナンシー出身のサッカー選手。セリエA・ローマ所属。ポジションはミッドフィールダー。

## クラブ経歴
8歳の時にナンシーの下部組織に加入、2021年6月3日にプロ契約を結んだ。2021年7月31日、リーグ・ドゥ・トゥールーズ戦でプロデビューを果たした。
2023年6月29日、RCランスに4年契約で移籍した。2023年10月28日、ナント戦で移籍後初得点を記録した。
2025年7月20日、ローマに5年契約で移籍した。

## 人物
父は元プロテニス選手のユーネス・エル・アイナウイである。